# W żalu najczystszym
W żalu najczystszym – rękopiśmienny tomik poetycki Krzysztofa Kamila Baczyńskiego wykonany w 1942.

## Historia i opis
Rękopis powstał przed ślubem Baczyńskiego z Barbarą Drapczyńską, który odbył się 3 czerwca 1942, jako prezent ślubny dla żony. Zawiera on wybór wierszy poety uznanych przez niego za warte upamiętnienia w ważnej chwili życiowej.
Manuskrypt składa się z 20 kart o wymiarach 23×14 cm. Na okładce i karcie 1r umieszczony jest tytuł zbiorku. Na karcie 1v znajduje się dedykacja dla żony („Mojej ukochanej Basieńce w dniu naszego ślubu. Krzysztof. dn. 3/VI/1942r.”) i motto zaczerpnięte z Prób Cypriana Kamila Norwida („Pieśń twa – nie skona z niedokończoności – Jeźli anielstwo jej wyżywić zdołasz”). Karta 20r zawiera spis utworów.
Tomik, oprócz własnoręcznie przepisanych przez poetę utworów, zawiera także wykonane przez niego inicjały oraz grafiki. Każdy wiersz rozpoczyna się inicjałem, zaś większość utworów (14) zamknięta jest akwarelową winietką (na niektórych widoczne są odciski palców poety).
W 1963 tomik został zakupiony przez Bibliotekę Narodową wraz z innymi rękopisami Baczyńskiego od Feliksy Drapczyńskiej, matki Barbary. Wysokiej jakości skany tomiku dostępne są online w bibliotece cyfrowej Polona. W 2016 wydawnictwo Świat Książki opublikowało faksymilowe wydanie zbiorku. W 2021 rękopis został wpisany na Polską Listę Krajową Programu UNESCO „Pamięć Świata”. Od 2024 tomik prezentowany jest na wystawie stałej w Pałacu Rzeczypospolitej.

## Zawartość
Wiersze zamieszczone w tomiku:
- Wyroki
- Bohater
- Człowiek
- Rycerz
- Wolność
- Wizerunek
- Rapsod o klęsce
- *** (Powieko nieruchoma…)
- Pieśń o ciemności
- Wielkanoc
- W żalu najczystszym
- *** (O miasto, miasto Jeruzalem żalu…)
- Rorate coeli
- Martwa pieśń
- Ojczyzna (Prolog)
- Młot
- Samotność
- *** (Świat – kryształowa kula…)

Wiersze te znane są z innych źródeł, zwłaszcza z rękopisów określanych jako Kodeks 39/42 i Krzyż człowieczy oraz z konspiracyjnego zbioru Wiersze wybrane, wydanego pod pseudonimem Jan Bugaj. Część z nich zapisana jest w zmodyfikowanej formie, m.in. zmieniona została kolejność wyrazów w strofach.